# Antonín Kern
Antonín Kern, také Anton Körne nebo Franz Anton Kern (12. prosinec 1709 Děčín, 8. červen 1747 Drážďany) byl malíř české národnosti v období pozdního baroka a rokoka, činný v Praze, v severních Čechách a v Drážďanech.

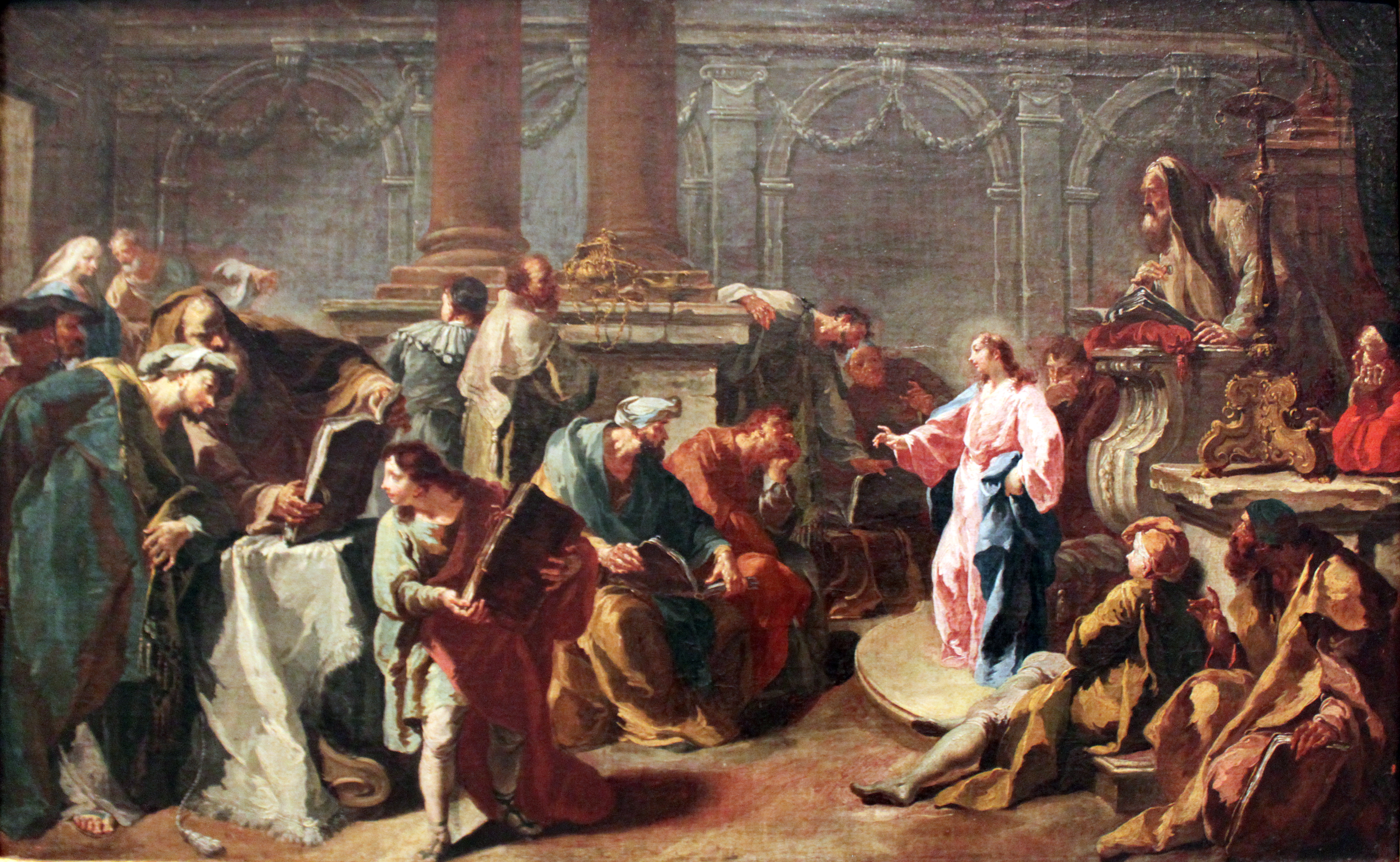
Dvanáctiletý Ježíš mezi učenci

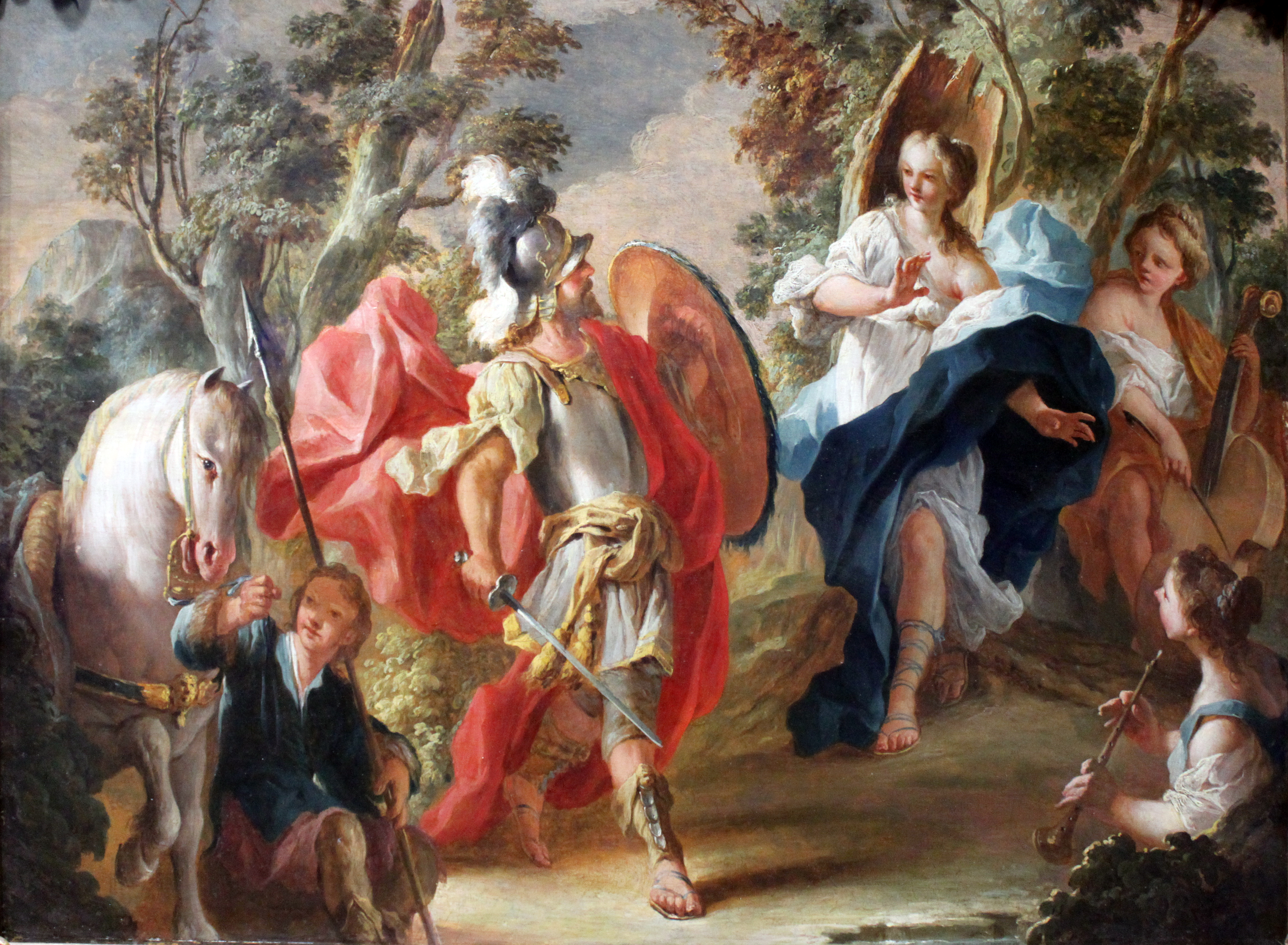
Rinaldo a Armida v kouzelném lese

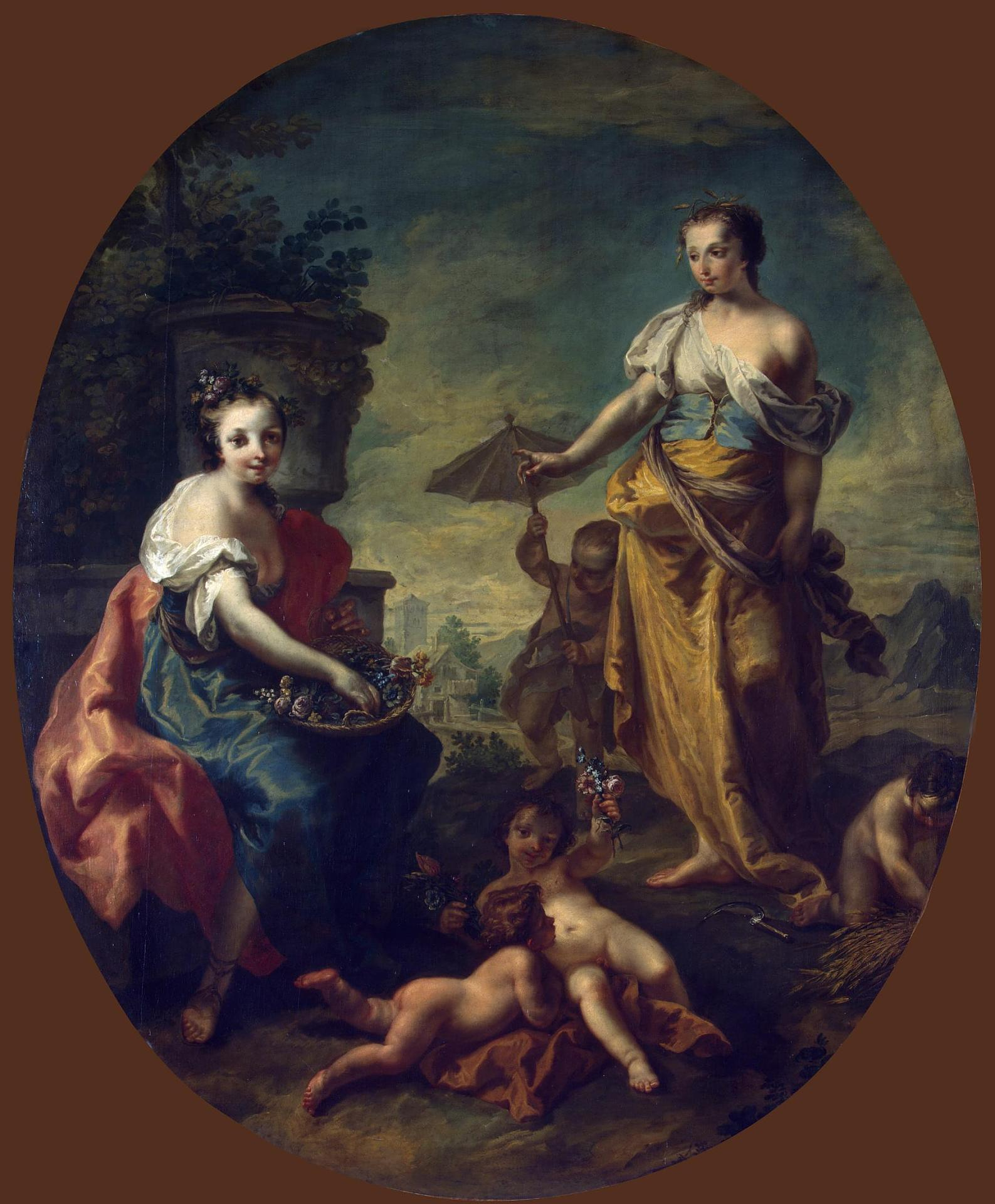
Jaro a Léto ze Čtyř ročních období

## Život a dílo
Narodil se v rodině Antonína Václava Kerna, městského syndika a písaře v Děčíně, a jeho manželky Anny Markéty. Měl staršího bratra Benedikta (1704-1777), který byl rovněž malířem, a také restaurátorem.
Absolvoval nižší gymnázium u jezuitů v Bohosudově a ve 13 letech ho otec odvezl do ateliéru saského dvorního malíře Laurentia Rossiho v Drážďanech, aby se vyučil malířem. Po jednoročním školení odejel se svým učitelem do Benátek, kde se jeho druhým učitelem malby stal Giovanni Battista Pittoni. Antonín u něj zůstal sedm let a poté se stal členem Akademie umění v Benátkách. S bratrem svého prvního učitele, Venturou Rossim, se vrátil zpět do Čech.   
V roce 1735 se dal zapsat jako student (s profesí:malíř) do matriky filozofické fakulty Univerzity Karlovy v Praze. 
Do Drážďan byl povolán roku 1738 na svatbu saské princezny Marie Amálie s neapolským králem Karlem III. Kromě jiných zakázek tam dělal skicy pro oltář a nástropní malby katolického dvorního kostela. V roce 1738 obdržel od saského kurfiřta a polského krále Augusta III. grant na cestu do Říma, pravděpodobně spojený s pobytem u tamního malíře Francesca Trevisaniho. 
V Drážďanech byl v roce 1741 jmenován dvorním malířem a sedm let (až do své předčasné smrti) pracoval na dvorních i soukromých zakázkách. 

## Dílo

### Raná tvorba 1730-1733
Jeho raná díla se vyznačují závislostí na Pittonim: 
- „Dvanáctiletý Ježíš mezi učenci“ 1730 (Norimberk, Germanisches Nationalmuseum)
- „Klanění pastýřů“, 1730 (soukromá sbírka Bologna)
- „Oběť Kristova“ (Muzeum umění Baltimore)
- „Vraždění betlémských neviňátek“ (Muzeum narodowe, Varšava)

### Praha a severní Čechy 1734-1738
Po návratu z Benátek tvořil v Praze pod vlivem malířů Jana Kryštofa Lišky a Petra Brandla, mimo jiné oltářní obrazy pro Loretu a strahovský kostel Nanebevzetí Panny Marie. Historické a mytologické scény si u něj objednával hrabě Černín.
- „Rinaldo a Armida v kouzelném lese“ (Galerie Städel, Frankfurt nad Mohanem)
- „Panna Marie trůnící mezi svatými Antonínem, Janem Nepomuckým, Václavem a Markétou“ (Praha, Národní galerie)
- „Svatý Norbert a svatý Augustin“ (Strahov)
- „Svatá Apoléna a svatá Háta“ (Kostel Narození Páně, Loreta, Praha)
- „Svatý Jan Evangelista na Patmu“ (Kostel Nanebevzetí Panny Marie v Oseku)
- „Svatá rodina“ (Krajské muzeum Teplice)
- „Lot se svými dcerami“ (dvě varianty: Augsburg, Städtische Kunstsammlung; Innsbruck, Ferdinandeum)
- „Obětování Polyxeny“ (GVU Litoměřice)

### Drážďany 1738-1747
V roce 1741 byl jmenován dvorním malířem saského kurfiřta v Drážďanech. Mezinárodní prostředí rozhodujícím způsobem určilo poslední fázi jeho malířského vývoje. Místo barokního historismu raných děl nyní mytologii užíval jako pouhou záminku k ilustraci přírody a k idylám. Hlavní díla: 
- „Starověká obětní scéna“ (Vídeň, Österreichische galerie)
- protějškové scény „Venuše a Ceres“ a „Diana a Bacchus“ (Norimberk, Germanisches Nationalmuseum).
- protějškové obrazy „Jaro a Léto, „Podzim a Zima“ v cyklu „Čtyři roční období“, 1747 (Ermitáž, Petrohrad)

## Význam
Podle Kláry Garasové reprezentační lyrické pojetí Kernových figur ukazuje malíře jako průkopníka nového formálního jazyka, nejstaršího a nejvýraznějšího představitele rokokové malby ve střední Evropě.